# Kamienica Pod Złotym Sercem we Wrocławiu
Kamienica Pod Złotym Sercem – zabytkowa kamienica przy ulicy Łaciarskiej 6 we Wrocławiu. 

## Historia
Kamienica narożna o średniowiecznym rodowodzie, w obecnym kształcie została wzniesiona w XV wieku. Z tego okresu zachowały się późnogotyckie obramienia okienne w tylnej elewacji. W 1888 roku budynek został wzniesiony na nowo w neobarokowych formach, nieznacznie przebudowany w 1910 roku. Elewacja północna od strony ulicy Nożowniczej została wykonana podczas remontu w 1924 roku, we wczesnoklasycystycznym stylu charakterystycznym dla architektury Wrocławiu końca XVIII wieku. Jej projektantem był secesyjny architekt Fritz Engel.  
Szczytowa murowana kamienica usytuowana jest względem ulicy kalenicowo. Jej trójkondygnacyjna fasada od strony ulicy Łaciarskiej zakończona jest wydatnym gzymsem nad którym umieszczono dwuosiowy, jednokondygnacyjny szczyt zakończony trójkątnym naczółkiem. Cała elewacja artykułowana jest parami lizen w wielkim porządku. W części parterowej, wydzielonej gzymsem i boniowanej, w osi południowej umieszczony jest portal a nad nim znajduje się godło domu – złote serce. Fasada od ulicy Nożowniczej jest ośmioosiowa, przy czym oś zewnętrzna zachodnia jest osią ślepą.

## Po 1945 roku
Podczas działań wojennych w 1945 roku budynek jako jeden z nielicznych w tej części ulicy Łaciarskiej został nieznacznie uszkodzony. W latach 1971–1972 został odrestaurowany według projektu Elizy Zawadzkiej, ale już w uproszczonej formie. Budynek zaadaptowano na siedzibę Towarzysta Ekonomistów Polskich. Kolejny remont miał miejsce w 2008 roku.